# Markbygdens kyrkobokföringsdistrikt

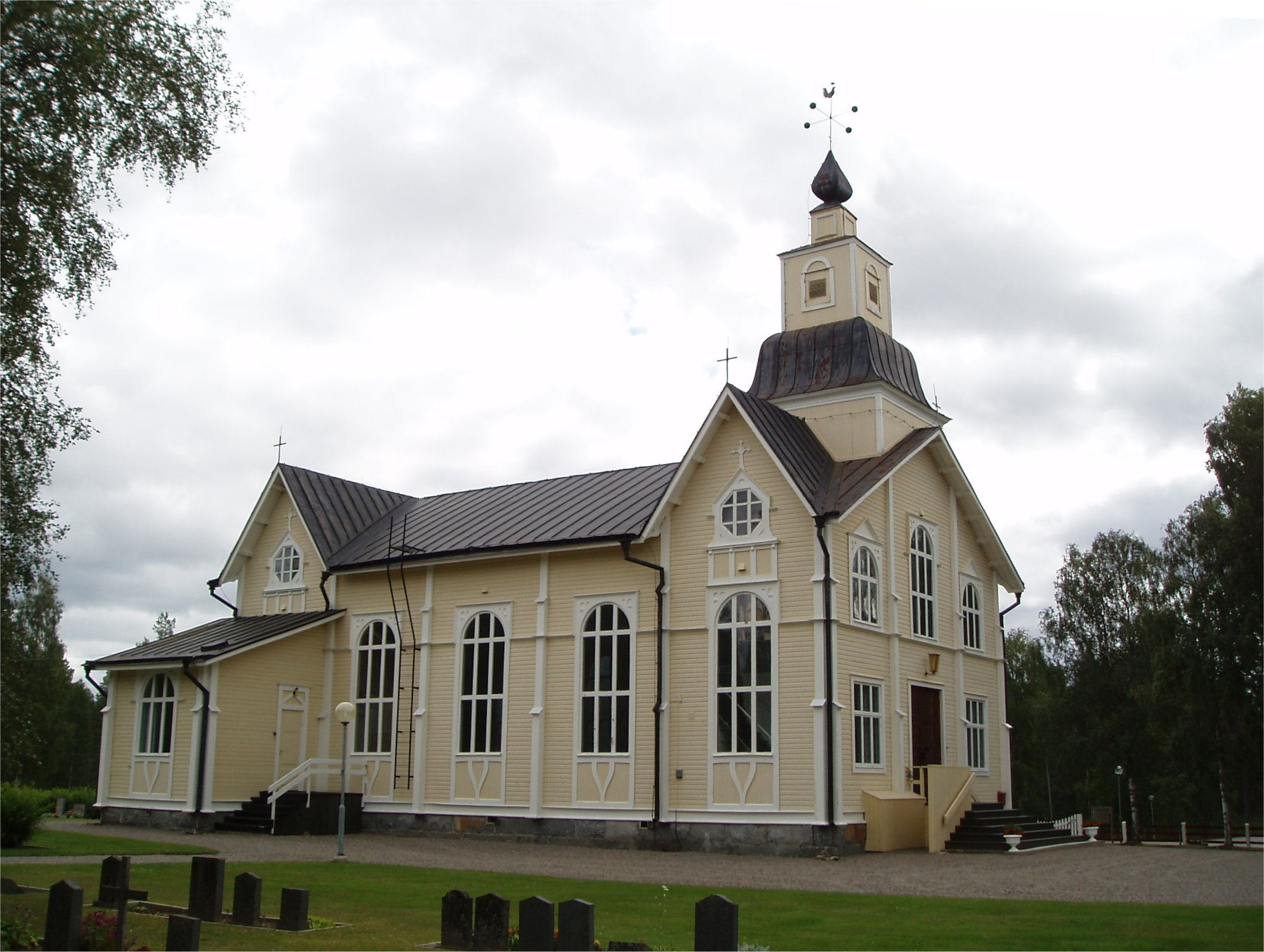
Långträsks kyrka.

Markbygdens kyrkobokföringsdistrikt var ett kyrkobokföringsdistrikt (ofta förkortat kbfd) i Piteå landsförsamling i Luleå stift. Dessa distrikt utgjorde delar av en församling i Sverige som i folkbokföringshänseende var likställd med en församling. Distriktet bildades den 1 januari 1926 (enligt beslut den 20 februari 1925) när Piteå landsförsamling delades upp på två kyrkobokföringsdistrikt (Markbygden och Piteå) och avskaffades 1 juli 1991 när det återigen ingick i Piteå landsförsamling, samtidigt som Sveriges indelning i kyrkobokföringsdistrikt upphörde.
Markbygdens kyrkobokföringsdistrikt hade församlingskoden 258104.

## Areal
Markbygdens kyrkobokföringsdistrikt omfattade den 1 januari 1976 en areal av 1 380,4 kvadratkilometer, varav 1 304,1 kvadratkilometer land.

## Befolkningsutveckling
| Befolkningsutvecklingen i Markbygdens kyrkobokföringsdistrikt 1930–1990 | Befolkningsutvecklingen i Markbygdens kyrkobokföringsdistrikt 1930–1990 | Befolkningsutvecklingen i Markbygdens kyrkobokföringsdistrikt 1930–1990 | Befolkningsutvecklingen i Markbygdens kyrkobokföringsdistrikt 1930–1990 | Befolkningsutvecklingen i Markbygdens kyrkobokföringsdistrikt 1930–1990 |
| --- | ----------------------------------------------------------------------- | ----------------------------------------------------------------------- | ----------------------------------------------------------------------- | ----------------------------------------------------------------------- |
| |                                                                         |                                                                         |                                                                         |                                                                         |
| År |                                                                         |                                                                         | Folkmängd                                                               |                                                                         |
| 1930 | 1930                                                                    |                                                                         | 2 562                                                                   |                                                                         |
| 1935 | 1935                                                                    |                                                                         | 2 590                                                                   |                                                                         |
| 1940 | 1940                                                                    |                                                                         | 2 661                                                                   |                                                                         |
| 1945 | 1945                                                                    |                                                                         | 2 572                                                                   |                                                                         |
| 1950 | 1950                                                                    |                                                                         | 2 355                                                                   |                                                                         |
| 1955 | 1955                                                                    |                                                                         | 2 107                                                                   |                                                                         |
| 1960 | 1960                                                                    |                                                                         | 1 863                                                                   |                                                                         |
| 1965 | 1965                                                                    |                                                                         | 1 557                                                                   |                                                                         |
| 1970 | 1970                                                                    |                                                                         | 1 123                                                                   |                                                                         |
| 1975 | 1975                                                                    |                                                                         | 977                                                                     |                                                                         |
| 1980 | 1980                                                                    |                                                                         | 847                                                                     |                                                                         |
| 1985 | 1985                                                                    |                                                                         | 748                                                                     |                                                                         |
| 1990 | 1990                                                                    |                                                                         | 646                                                                     |                                                                         |
| Anm: För åren 1930 och 1940-1945: befolkning enligt folkräkning 31 december enligt den administrativa indelningen den 1 januari följande år. 1950 avser befolkning enligt folkräkning den 31 december enligt den administrativa indelningen den 1 januari 1952. Åren 1935, 1955 samt 1975-1990 avser den kyrkobokförda befolkningen den 31 december enligt den administrativa indelningen den 1 januari följande år. 1960, 1965 och 1970 avser befolkning enligt folkräkning den 1 november enligt den administrativa indelningen den 1 januari följande år. |                                                                         |                                                                         |                                                                         |                                                                         |